# جيش التحرير الشعبي السوداني

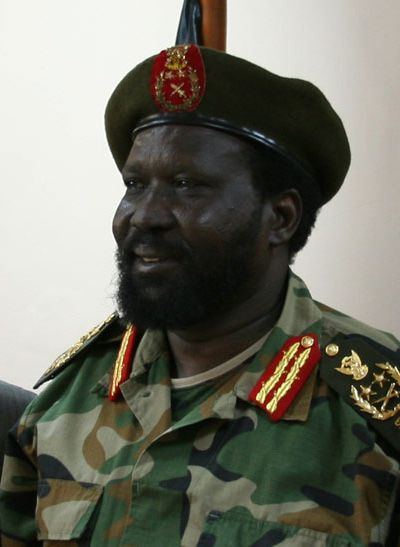
سالفا كير أحد قيادات الحركة وأصبح أول رؤساء جنوب السودان

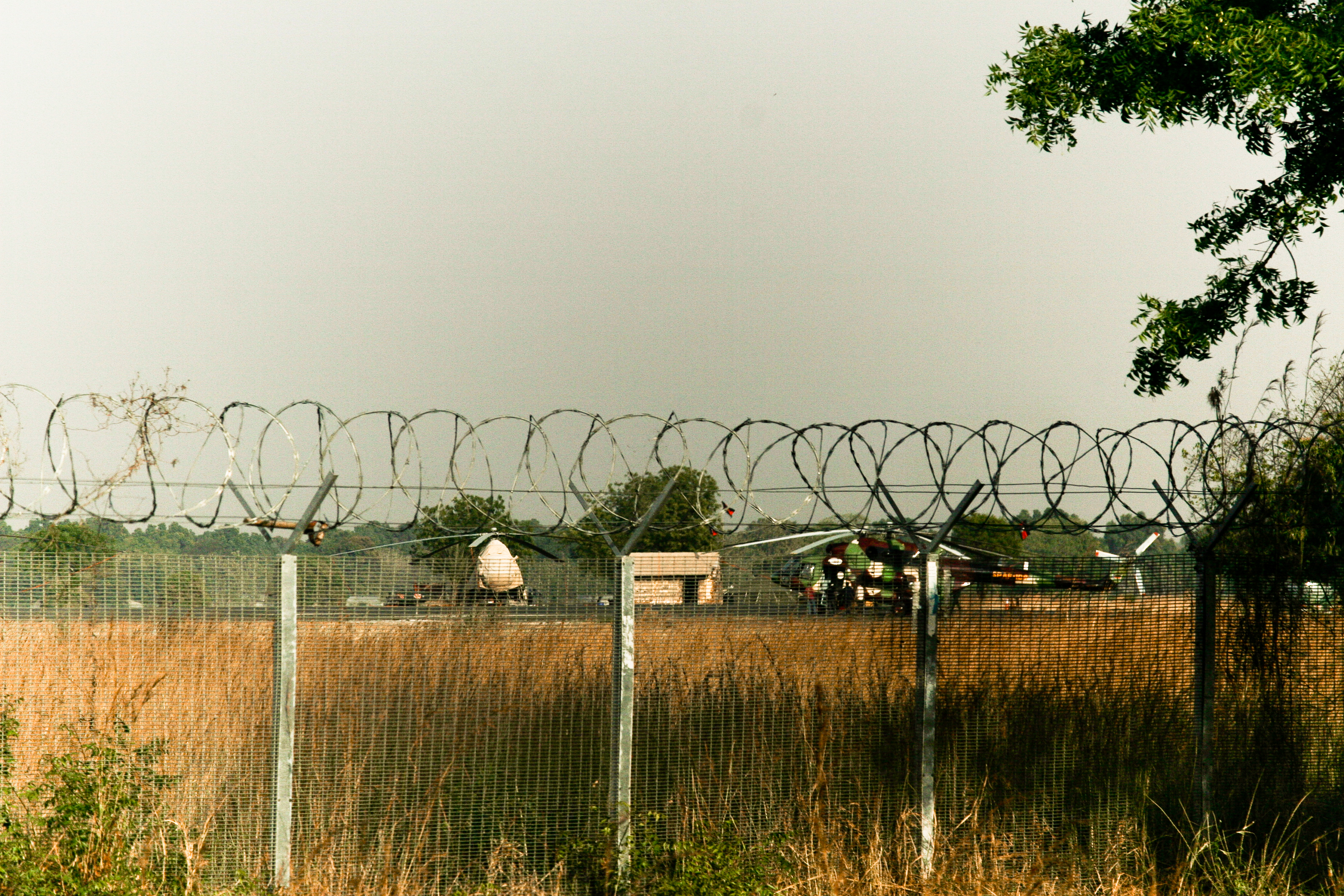
مروحيتان من طراز ميل مي-17 استوردا سنة 2011 لتشكيل القوات الجوية لجنوب السودان الوليدة

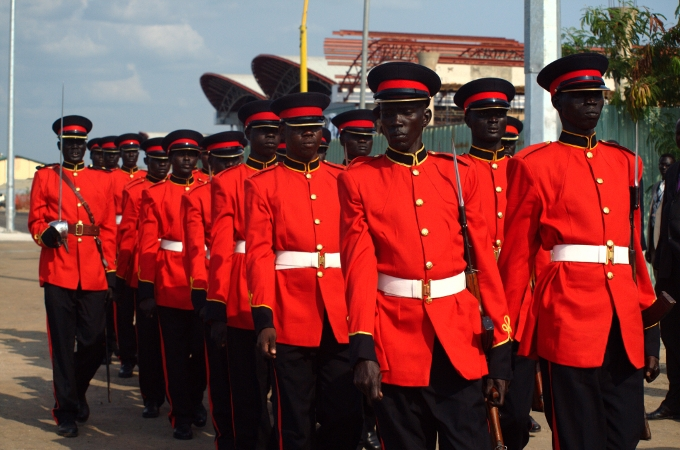
جنود في استعراض بمدينة جوبا

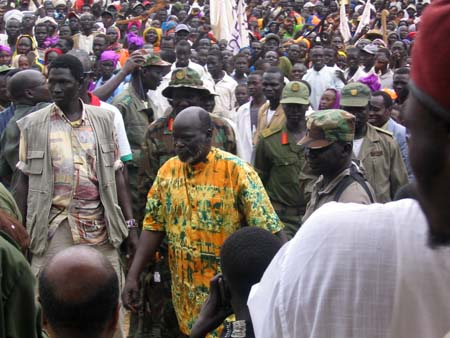
جون قرنق وسط مناصريه القائد السابق للحركة

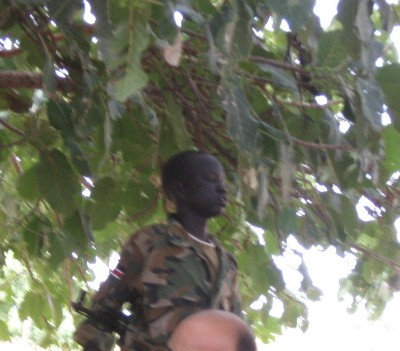
اتهمت الحركة بانتهاك حقوق الإنسان منها تجنيد الأطفال

جيش التحرير الشعبي السوداني (SPLA) كانت حركة انفصالية مسلحة تحولت بعد الانفصال عن السودان إلى جيش جنوب السودان. تأسس سنة 1983 أثناء الحرب الأهلية السودانية الثانية وكان يتزعمها جون قرنق.

## عدد الجنود
عدد جنود القوات الجنوبية السودانية 140 ألف مقاتل، وأسس الجيش الجنوبي السوداني بعد الانفصال سنة 2011.

## الموارد التسليحية
تعود معظم الآليات الحربية والمدرعات إلى الصناعة السوفيتية القديمة.

## وزارة الدفاع
أسس وزارة الدفاع الجنوب السوداني خلال فترة الوحدة بين الشمال والجنوب سنة 2007، وأول وزير للدفاع في جنوب السودان هو دومينك ديم دينغ.